# ای‌سی‌ای
اِی. سی. اِی (ACA) یا آکسار نام تجاری یک داروی تب بر و ضد درد است که از ترکیب استامینوفن، آسپرین و کافئین ساخته می‌شود.

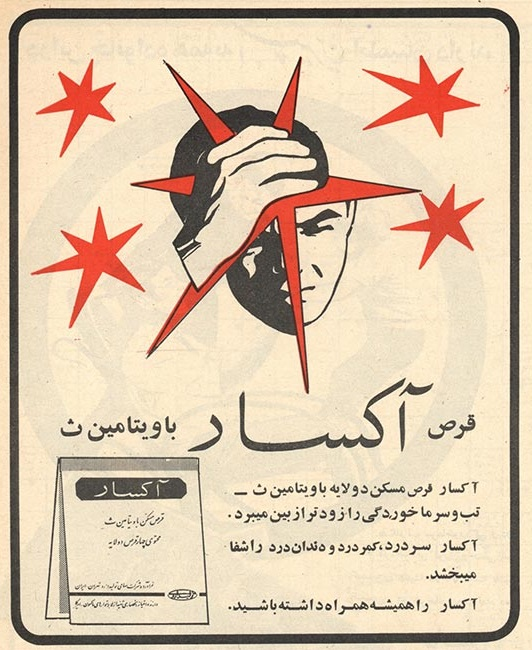
آگهی قرص ای‌سی‌ای، با نام تجاریِ «آکسار»، در مجلهٔ زن روز، دی‌ماه ۱۳۴۹

## مقدار مصرف
برای بزرگ‌سالان: هر ۴ ساعت یک قرص، و در صورت لزوم تا ۸ قرص در روز

برای کودکان ۲ تا ۴ سال: یک‌سوم قرص، هر ۴ تا ۶ ساعت

برای کودکان ۴ تا ۹ سال: نصف قرص، هر ۴ تا ۶ ساعت

برای کودکان ۹ تا ۱۲ سال: یک قرص، هر ۴ تا ۶ ساعت

## موارد منع مصرفدارو
از مصرف دارو برای ۱۰روز متوالی برای بزرگسالان و ۶روز متوالی برای کودکان جز با نظر پزشک خودداری شود.
توضیحات دارو :این دارو در دمای ۱۵ تا ۳۰ درجه سانتیگراد نگهداری شود و در صورت استشمام بوی سرکه از مصرف آن خودداری شود.
در موارد زخم گوارشی ، آسم ، بیماری های خونریزی دهنده ، فشار خون بالا و نارسائی کلیه و کبد با احتیاط بالا مصرف شده و درصورت امکان استفاده نشده. 